# Національна асоціація
Кокумін Кьокай (яп. 国民協会) або «Національна асоціація»   — японська політична партія що діяла в Японській імперії з 1892 по 1899 рік.

## Історія
На чолі з японським політиком Сайґо Цуґуміті та Сінагавою Ядзіро націоналістичні прихильники Мацуката Масайосі та його уряд заснували японську політичну партію «Національна асоціація» у червні 1892 року. Японська політична партія «Національна асоціація» підтримувала розширення військової могутності Японської імперії, індустріалізацію всієї імперії, а також олігархію  Мейдзі яка була створена після ліквідації влади Сьоґунату. На початок 1893 року в парламенті Японської імперії було 68 членів японської політичної партії «Національна асоціація». Вони менш підтримувала уряд Японської імперії на чолі якого стояв Іто Хіробумі, який був встановлений у серпні 1892 року, і поступово «Національна асоціація» стала опозиційною партією.
Японська політична партія «Національна асоціація» здобула 35 місць в парламенті Японської імперії після виборів які пройшли у березні 1894 року, але на виборах у вересні 1894 року її кількість скоротилася до 32 місць. До 1897 року через перехід японської політичної партії «Національна асоціація» до опозиції в її лавах залишилося лише 23 представники,  і хоча на виборах у березні 1898 року вона отримала 29 місць, на виборах у вересні 1898 року вона отримала лише 21 місце. Згодом  «Національна асоціація» була розпущена в 1899 році, а його правонаступником стала інша японська політична партія«Імперська партія».

## Результати виборів
| Вибори             | Лідер           | Місця    | +/-   | Статус   |
| ------------------ | --------------- | -------- | ----- | -------- |
| Березень 1894 року | Сінагава Ядзіро | 35 / 300 | новий | Опозиція |
| Вересень 1894 року | Сінагава Ядзіро | 32 / 300 | ▼ 3   | Опозиція |
| Березень 1898 року | Сінагава Ядзіро | 29 / 300 | ▼ 3   | Опозиція |
| Серпень 1898 року  | Сінагава Ядзіро | 21 / 300 | ▼ 8   | Опозиція |